# Ejército de los emigrados

Pabellón real utilizado por el ejército.

Se conoce como ejército de los emigrados al conjunto de tropas reclutadas durante la Revolución francesa por los monárquicos franceses fuera de Francia, con el objetivo de reconquistar, junto a otras tropas coaligadas y ejércitos realistas en el interior (Ejército Católico y Real en Vendée, chuanes, Lyon y Toulon) para restaurar el Antiguo Régimen.

## Conformación
Los regimientos y legiones, que estaban integrados por realistas franceses opuestos a la Revolución francesa, fueron numerosos pero se trataba en realidad de débiles bandas formadas por:
- Nobles voluntarios, algunos procedentes del antiguo ejército real, emigrados fuera de Francia.
- Tropas reclutadas por esos nobles mediante subvenciones de las monarquías europeas, o de su propio dinero.
- Unidades del Ejército Francés, como el 4º Regimiento de Húsares.
- Supervivientes del Sitio de Tolón (1793).

## Ejército de Condé

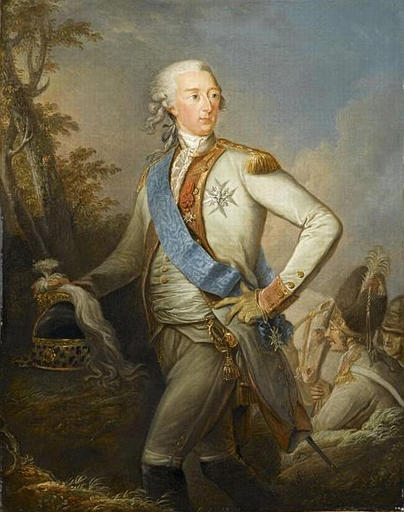
Luis José, príncipe de Condé, organizador del ejército que llevó su nombre y se enfrentó a la Francia revolucionaria.

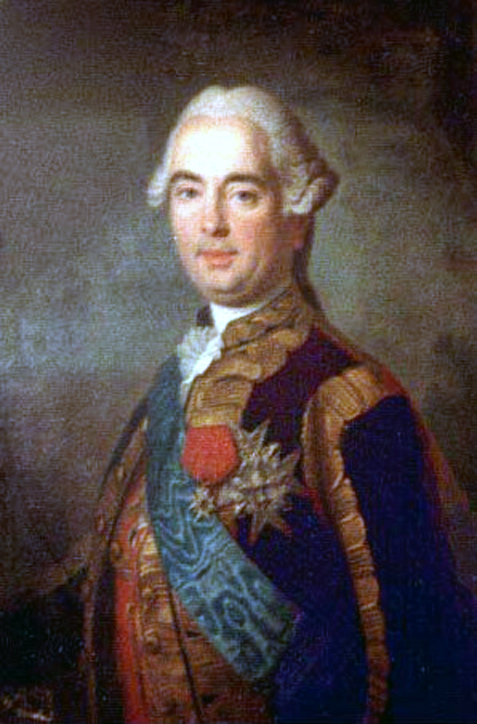
Victor-François de Broglie (1718-1804), uno de los comandantes del Ejército de los príncipes.

El ejército de Condé fue una unidad de emigrados reclutada por Luis José de Borbón, príncipe de Condé (1736-1818), primo del rey Luis XVI de Francia, para luchar contra la Revolución francesa. Este príncipe había sido uno de los primeros en huir de Francia inmediatamente después de la caída de la Bastilla para salvarse de una posible detención o la muerte, y en 1791 se había establecido en Coblenza, Alemania, donde reunió el ejército que llevaba su nombre. 
Entre sus miembros figuraban su nieto, el joven duque de Enghien, y los dos hijos del hermano menor de Luis XVI, el conde de Artois, por lo que el ejército también era llamado Ejército de los Príncipes. Además de los príncipes, también contaba con muchos jóvenes aristócratas, como el duque de Richelieu, el duque de Blacas, Chateaubriand, el duque de Choiseul, el conde de Langeron, el conde de Damas, el conde de Montlosier y el vizconde de Bonald. 
Este ejército participó en las Guerras Revolucionarias Francesas de 1792 a 1797 al lado de Austria y en un principio participó en la fracasada invasión a Francia por los aliados bajo el mando del duque Carlos Guillermo Fernando de Brunswick. 
El ejército de Condé inicialmente luchó junto a los austríacos, pero debido a las diferencias con el plan de ataque de Austria el Príncipe de Condé prefirió poner su ejército en el bando inglés en 1795. En 1796 el ejército luchó en Suabia. En octubre de 1797 Austria firma el tratado de Campo Formio con lo Primera República Francesa, finalizando formalmente sus hostilidades contra Francia. 
Con el fin de la Primera Coalición, el ejército transfirió sus servicios al zar de Rusia, Pablo I. Ese mismo mes el ejército abandonó el suroeste de Alemania, donde había sido acuartelado para el verano, y marchó a Polonia, regresando a Suiza en 1799 bajo el mando de Aleksandr Suvórov. En 1800, cuando Rusia dejó la Segunda Coalición, el ejército volvió nuevamente al servicio inglés y luchó en Baviera. 
El cuerpo fue disuelto en 1801.

## Ejército de los príncipes
Se formó en Tréveris, Alemania, en 1792 al mando de los mariscales Victor-François de Broglie y de Castries, bajo la égida de los hermanos de Luis XVI, los entonces condes de Provenza y de Artois. Estaba conformado por 10 000 hombres, volvió a Francia a la retaguardia del ejército de Brunswick y fue disuelto el 24 de noviembre de 1792, dos meses después de la victoria de la Francia revolucionaria en la Batalla de Valmy.